# Bulvan
Bulvan är en fysisk eller en juridisk person som för annans räkning, i eget namn, företar rättshandling som uppdragsgivaren själv föredrar att inte utföra. Skillnaden jämfört med en kommissionär är att det ligger i huvudmannens intresse att dölja att det är denne som är huvudman. Detta intresse kan bero på att huvudmannen av ett eller annat skäl inte vill figurera i en affär eller stå som ägare. Ibland kan det bero på att huvudmannen är belagd med näringsförbud. Föräldrar kan ibland registrera bilar på ett av sina underåriga barn som då blir bulvan för föräldern. En bulvan som tar det formella ansvaret för brottslig verksamhet, till exempel som företagsägare brukar kallas målvakt.
I Sverige regleras bulvanskap vid kringgående av jordförvärvslagen SFS 1979:230 (lagen.nu) genom 2 § lagen (1985:277) om vissa bulvanförhållanden. Sådant bulvanskap straffas med böter eller fängelse i högst ett år.

## Andra betydelser
I Sverige har beteckningen bulvan använts för skyltdockor och fågelattrapper. Bulvan kallades även en uppstoppad docka som man i det militära kunde öva sabelhugg eller bajonettfäktning på.

## Etymologi
Ordet bulvan lär ha sina rötter i lettiskans bulwâns (vette, lockfågel), som i sin tur kommer från ryskans bolván, (huvud, tölp, kloss) serbokroatiska  balvan (avgudabild, bjälke, timmerstock). Tyska språket använder ordet, Balban, som jaktterm.